# Garść much
Garść much (org. ang. Fistful of Flies) – film z 1996 roku, w reżyserii Monica Pellizzari.

## Obsada
- Rachel Maza jako Dr Powers
- Dina Panozzo jako Grace Lupi
- Tasma Walton jako Maria (Mars) Lupi
- Michael Tama jako Freddo
- Cathren Michalak jako Innocentina
- Danielle Grima jako młoda Mars
- Eamon Davern jako Johnny
- Mario Gamma jako Eno

## Nagrody
- 1996 - MFF - Monica Pellizzari - nagroda specjalna